# Intolérance (Buffy)
Pour les articles homonymes, voir Intolérance.
Intolérance est le 11e épisode de la saison 3 de Buffy contre les vampires.

## Résumé
Alors que Buffy patrouille, elle a la surprise d'être rejointe par sa mère qui voudrait connaître son métier de tueuse. Mais cette dernière découvre deux cadavres d'enfants: une fille et un garçon. Très choquée par ces meurtres, elle crée l'association des MOO (acronyme de : « Mères Opposées à l'Occulte ») pour que Sunnydale lutte contre tout ce qui est surnaturel. En accord avec l'association, le principal Snyder se lance dans une chasse aux sorcières au lycée et interroge Willow et Amy sur les livres de magie trouvés dans leurs casiers. La police confisque les livres de Giles, Willow est enfermée dans sa chambre par sa mère qui a rejoint le mouvement et Joyce veut interdire à Buffy de la voir. Le Scooby-gang s'aperçoit alors que personne ne connaît les noms des deux enfants décédés, fait des recherches sur eux et découvre que des crimes similaires, poussant une ville entière à la chasse aux sorcières, ont lieu tous les 50 ans, l'histoire remontant à 1649 en Allemagne (crime qui a inspiré le conte d'Hansel et Gretel). 
Buffy, Willow et Amy sont arrêtées par la population et attachées au-dessus d'une montagne de livres de sorcellerie pour être brûlées vives. Joyce elle-même met le feu au bûcher, alors qu'Amy s'échappe en se métamorphosant en rat. Le Scooby-gang arrive à temps pour secourir les deux premières. Cordelia éteint le bûcher avec une lance à incendie et Giles récite une incantation pour que le démon, qui se cache sous l'apparence des deux enfants, reprenne sa vraie forme. La Tueuse tue le démon et les gens reprennent alors leurs esprits. Plus tard, Willow retrouve Amy, mais n'arrive pas à lui rendre forme humaine.

## Production
La scénariste de l'épisode, Jane Espenson raconte qu'elle a eu du mal à écrire cet épisode, notamment car elle devait rendre Cordelia Chase héroïque alors qu'elle n'aimait pas à l'époque le personnage, le trouvant trop superficiel et correspondant trop à « ce que les hommes attendent des femmes ».

## Réception
Les critiques sont plutôt divisées sur cet épisode qui voit la seule apparition à l'écran de la mère de Willow et où Amy est transformée en rat et ne redeviendra humaine que lors de la saison 6. Noel Murray, du site The A.V. Club, évoque un « scénario imaginatif », malgré une action « un peu laborieuse et répétitive », et qui comporte « certains des dialogues les plus amusants de toute la saison ». Pour la BBC, le scénario est « effrayant » tout en trouvant « le ton juste avec un vernis d'humour », le rythme est « presque parfait » et seul le personnage de la mère de Willow est « ennuyeux et inutile ». Mikelangelo Marinaro, du site Critically Touched, lui donne la note de C+, évoquant un épisode « respectable mais dispensable », comportant un « bon nombre de formidables dialogues et quelques thèmes intéressants » mais pas assez percutant et « sans aucun rapport avec l'arc narratif principal ». Daniel Erenberg, de Slayage, estime que c'est une « idée correcte devenue à l'écran totalement ennuyeuse » où le personnage d'Amy est « complètement gâché », la fin « tout sauf poignante » et où même le Maire, « pour l'unique fois, paraît inintéressant ».

## Analyse
Selon J.P. Williams, dans Fighting the Forces, l'épisode traite de la peur de perdre l'amour de sa mère qui survient pendant l'adolescence. 
Pour Lisa M. Vetere, au contraire, la manière dont Joyce gère la fondation des Mères Opposées à l'Occulte trahit son angoisse de ne pas remplir son rôle de mère et sa volonté de renforcer une hiérarchie sociale où elle est en position dominante et Buffy en position subalterne puisque sa fille. Le conflit entre Willow et sa mère, quant à lui, est une manière de dénoncer comment la théorisation et notamment le féminisme académique qu'incarne la mère peut devenir une forme de maltraitance quand il rend inaudible les problématiques concrètes de sa fille. 
Il s'agit aussi d'un exemple où la série utilise la métaphore de la répression de la « mauvaise sorcière » comme une métaphore des normes de genre qui condamnent les femmes qui ne performent pas une féminité douce, maternante et docile.

## Distribution

### Acteurs et actrices crédités au générique
- Sarah Michelle Gellar : Buffy Summers
- Nicholas Brendon : Alexander Harris
- Alyson Hannigan : Willow Rosenberg
- Charisma Carpenter : Cordelia Chase
- David Boreanaz : Angel
- Seth Green : Oz
- Anthony Stewart Head : Rupert Giles

### Acteurs et actrices crédités en début d'épisode
- Kristine Sutherland : Joyce Summers
- Elizabeth Anne Allen : Amy Madison
- Harry Groener : Richard Wilkins
- Jordan Baker : Sheila Rosenberg
- Armin Shimerman : Principal R. Snyder

### Acteurs et actrices crédités en fin d'épisode
- Shawn Pyfrom : Hans Strauss, le petit garçon
- Lindsay Taylor : Greta Strauss, la petite fille
- Blake Swendson : Michael
- Grant Garrison : Roy